# Michele Saba
Michele Saba (Ossi, 14 luglio 1891 – Sassari, 3 ottobre 1957) è stato un giornalista e politico italiano.

## Biografia
Nato a Ossi, nel 1912 consegue la maturità al Liceo classico Domenico Alberto Azuni e  inizia a collaborare con Il Giornale d’Italia come corrispondente, incarico che assolverà fino al 1926. 
Nel 1912-1913 contribuì a rifondare la sezione del Partito Repubblicano Italiano e il periodico Il Repubblicano. Con Camillo Bellieni e Attilio Deffenu fu tra i fondatori del Gruppo di azione antiprotezionista.
Essendo interventista, fece domanda di arruolamento come volontario ma la sua richiesta fu respinta. Fra il 1914 e il 1921 fu corrispondente del Il Popolo d'Italia e segretario delle Opere Federate nell’opera di assistenza ai reduci, diede un contributo determinante per la creazione della Fondazione Brigata Sassari.
Nel 1920 si laurea in giurisprudenza e intraprende la professione di avvocato. 
Antifascista dichiarato si oppone al regime e partecipa alla redazione del periodico aventiniano Sardegna Libera.
Dopo la confluenza di Giustizia e Libertà nel Partito Socialista Italiano, l'accordo era stato esteso all'associazione Concentrazione antifascista, alla quale aderiva anche il Partito Repubblicano Italiano. 
Nel 1930 fu arrestato nell’ambito dell'inchiesta su G.L. e trascorse tre mesi nel carcere di Regina Coeli ed infine fu prosciolto.
Saba aveva partecipato alla creazione del nucleo antifascista in Sardegna legato a Giustizia e Libertà collaborando fra gli altri con Dino Giacobbe, Cesare Pintus.
Durante il regime aveva scritto sotto pseudonimo anche su Il Lavoro di Genova e su Il Telegrafo di Livorno.